# Alexandre I de Macedònia
Alexandre I (en grec antic Αλέξανδρος) fou el desè rei de Macedònia, fill d'Amintes I de Macedònia. Era de la Dinastia argèada.
El 507 aC va arribar al país Megabazos, enviat del rei persa Darios el Gran, per exigir terra i aigua com a mostra de submissió. Encara era rei Amintes. Al banquet que es va donar als delegats de Megabazos, els perses van demanar la presència de les dames, i el rei, per por als seus convidats, hi va accedir. Però quan els perses van començar a ofendre-les, el príncep Alexandre les va fer retirar amb el pretext de què anaven a posar-se més maques. En lloc d'elles va fer tornar a uns quants joves disfressats de dona, que van matar els perses. Quan Megabazos va veure que no tornaven va enviar a Bubares amb un cos d'exèrcit cap a Macedònia, però Alexandre es va lliurar del càstig donant a la seva germana Gigea en matrimoni al general persa.
Poc temps després (potser el 498 aC) Alexandre va succeir al seu pare al tron, segons l'historiador Justí. El 492 aC Alexandre es va haver de sotmetre al general persa Mardoni durant la invasió de Xerxes, segons explica Heròdot. Alexandre va acompanyar l'exèrcit persa i es va guanyar la confiança de Mardoni, i després de la batalla de Salamina Mardoni el va enviar a Atenes com un dels delegats per proposar la pau, cosa que va recomanar fermament, dient que contra l'exèrcit persa era impossible de lluitar-hi, però que els atenencs la van rebutjar. Alexandre, tot i que estava sotmès a Pèrsia, afavoria secretament als atenencs, i el dia abans de la batalla de Platea va informar als caps d'Atenes dels plans de Mardoni de combatre l'endemà.
Encara era viu l'any 463 aC quan Cimó d'Atenes va recuperar l'illa de Tassos. En el regnat d'Alexandre, el Regne de Macedònia va tenir una rellevant expansió territorial. Va morir el 454 aC i el va succeir Perdicas II de Macedònia.
L'any 504 aC o potser el 500 aC Alexandre I de Macedònia va participar en els Jocs Olímpics i la seva participació va ser impugnada per altres participants que negaven que un macedoni fos grec. L'Hel·lanòdica (el jutge dels Jocs) va examinar la seva argumentació, que es basava en que era argèada i va permetre a Alexandre participar. Alexandre va obtenir un triomf.